# Juià
Juià è un comune spagnolo di 267 abitanti situato nella comunità autonoma della Catalogna.